# 렌츠부르크 (독일)

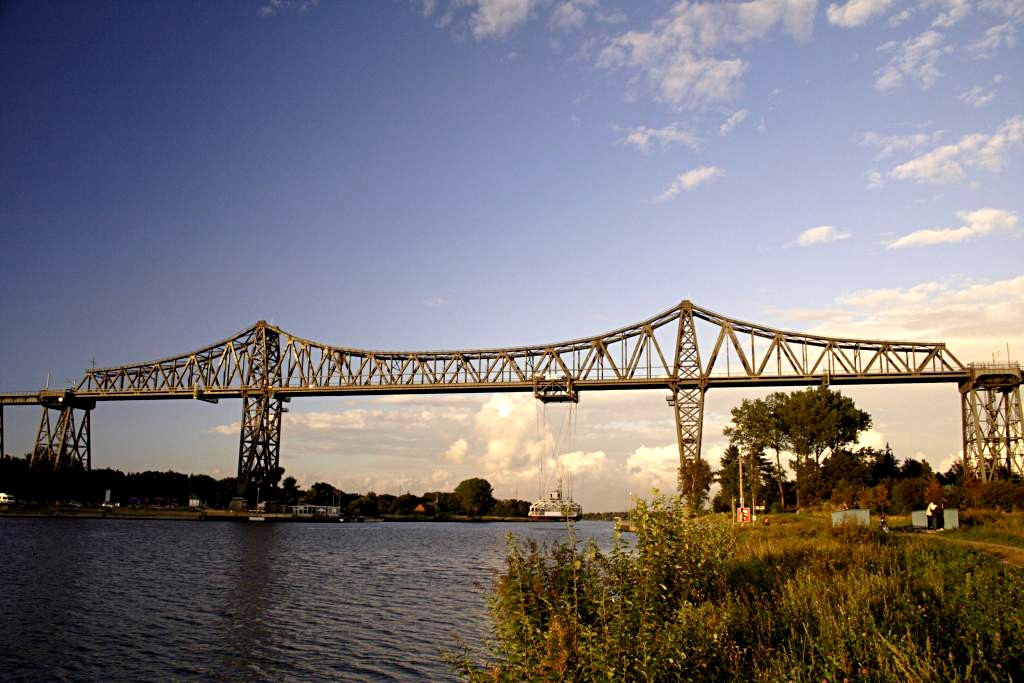
렌츠부르크 철교

렌츠부르크(독일어: Rendsburg, 덴마크어: Rendsborg 렌스보르[*])는 독일 슐레스비히홀슈타인주에 위치한 도시로 면적은 23.72km2, 높이는 6m, 인구는 27,617명(2015년 12월 31일 기준), 인구 밀도는 1,200명/km2이다.
1199년 문헌에 처음으로 등장했다. 13세기에 홀슈타인의 지배를 받았고 1460년에 슐레스비히에 편입되었다. 1864년에는 제2차 슐레스비히 전쟁에 참전한 프로이센 왕국과 오스트리아 연합군이 이 곳을 장악했고 1866년에 프로이센 왕국에 편입되었다.

시 문장